# Парамаунт (Калифорния)
Парамаунт (англ. Paramount) — город в округе Лос-Анджелес в штате Калифорния в Соединённых Штатах Америки.
Согласно данным переписи населения США 2020 года число жителей города
составляло 53 733 человека, что чуть меньше, чем было во время предыдущей переписи, проводившейся в 2010 году (54 098 человек).

## История
Первоначально экономика Парамаунта в основном базировалась на сельском хозяйстве, но высокая стоимость земли привела фермеров к локальному упадку. Последняя молочная ферма Парамаунта закрылась в 1977 году.
30 января 1957 года сообщество было официально включено в реестр штата в качестве города.
В 1988 году город был награждён премией All-America City Award (с англ. — «Всеамериканский город») присуждаемой Национальной гражданской лигой, которую неофициально называют «Нобелевской премией за конструктивное гражданство» и которая выдается за активную гражданскую позицию жителей некорпоративных сообществ Соединённых Штатов в жизни местного самоуправления.

## География
Парамаунт является частью Большого Лос-Анджелеса и граничит с Комптоном и Линвудом на западе, Саут-Гейтом и Дауни на севере, Беллфлауэром на востоке и юге и Лонг-Бич на юге.
Согласно данным Бюро переписи населения США, общая площадь города составляет 4,8 квадратных мили (12 км2), из которых 4,7 квадратных мили (12 км2) — это суша, а 0,1 квадратных мили (0,26 км2) (2,28 %) приходится на водную поверхность.